# Демченко Олександр Петрович
Олександр Петрович Демченко (нар. 26 жовтня 1944, Київ) — український біофізик, доктор біологічних наук, професор. Має одні з найвищих науковометричних показників (h-індекс - 54[недоступне посилання з листопадаа 2019]) серед науковців України.

## Біографія
Народився в Києві. 1967 року закінчив фізичний факультет Київського державного університету ім Шевченка (зараз Київський національний університет імені Тараса Шевченка) зі спеціальності Молекулярна фізика [Архівовано 18 лютого 2019 у Wayback Machine.] .
Навчався в аспірантурі Інституту біохімії ім. Палладіна АН УРСР (зараз Інституту біохімії ім. Палладіна НАНУ [Архівовано 7 лютого 2019 у Wayback Machine.]) під керівництвом академіка Володимира Беліцера. У 1972 році захистив кандидатську дисертацію з біохімії.
З 1976  по 1982 рік працював старшим науковим співробітником і очолював лабораторію Молекулярної біології в Інституту геронтології АМН УРСР (зараз Інститут геронтології НАМНУ [Архівовано 10 лютого 2019 у Wayback Machine.]).
У 1982 році захистив докторську дисертацію з біофізики. З 1982 по 1997 рік працював в Інституті біохімії ім. Палладіна на посаді старшого наукового співробітника, а з 1988 по 1996 очолював відділ Біофізики в цьому ж інституті.
З 1997 по 2006 рік працював Нуковим радником у TUBITAK Marmara Center [Архівовано 2 квітня 2018 у Wayback Machine.], Туреччина.
З січня 2004 року по грудень 2006 року був запрошеним професором у Університеті Луї Пастера (зараз Страсбурзький університет), Страсбург, Франція
З 2006 по 2017 рік очолював лабораторію Нанобіотехнологій в Інституті біохімії ім. Палладіна в Києві.
Зараз на пенсії. Проживає в Києві.
Веде власну колонку в розділі «Політика» на сайті «Українська правда». Публікується у тижневику Дзеркало Тижня [Архівовано 10 лютого 2019 у Wayback Machine.].

## Наукова діяльність
Разом з Володимиром Беліцером досліджував полімеризацію фібрину при зсіданні крові.
Надалі головні напрями наукових досліджень: молекулярна динаміка, фотофізика і спектроскопія білків і біологічних мембран; структура і функція ферментів і йонних каналів; згортання білків; електростатика та гідратація біомембран; розробка нових флуоресцентних сенсорів і зондів.
Автор 4 наукових монографій (з них дві англійською мовою) та редактор 3 книг з флуоресцентних зондів. Має більше 200 наукових публікацій. Входить до складу редакційної ради 3 наукових журналів (Journal of Fluorescence (Springer), Journal of Molecular Recognition (Wiley), Methods Applications Fluorescence  (IOP)).
h-індекс - 54[недоступне посилання з листопадаа 2019]

## Публікації
Монографії
1. Demchenko A.P. Introduction to Fluorescence Sensing. Springer Verlag, (2009), 612 pp.
2. Advanced fluorescence reporters in chemistry and biology. Pt. I. Fundamentals and probe design (Demchenko A.P., ed.) Springer series on fluorescence v. 8, Springer 2010, 389 рр.
3. Advanced fluorescence reporters in chemistry and biology. Pt. II. Molecular constructions, polymers and nanoparticles. (Demchenko A.P., ed.) Springer series on fluorescence v. 9, Springer 2010, 459 рр.
4. Advanced fluorescence reporters in chemistry and biology. Pt. III. Applications. (Demchenko A.P., ed.) Springer series on fluorescence v. 10, Springer 2011, 352 рр.

Публіцистика
- Українська правда.Життя [Архівовано 10 лютого 2019 у Wayback Machine.]
- Дзеркало тижня [Архівовано 10 лютого 2019 у Wayback Machine.]

## Відзнаки
- Лауреат Премії НАН України імені О. В. Палладіна за цикл робіт «Вивчення структури білків» (1983)
- Почесний член Академії наук Угорщини.